# Simón Loscertales Bona

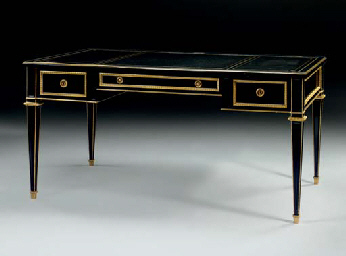
Ejemplo de escritorio con el sello de Simón Loscertales Bona.

Simón Loscertales Bona (Zaragoza, 1890 – Zaragoza, 1971) fue un empresario y artesano del mueble español.

## Historia
Hijo de Luciano Loscertales, ebanista zaragozano, que fue su primer maestro, aprendiendo luego más oficio con el maestro ebanista del Palacio Real siguiendo líneas estéticas de Versalles, y completando su formación en la escuela taller del mueble creado en Zaragoza en 1890. Viajó por España, Francia, Holanda e Inglaterra, estudiando el trabajo con maderas nobles tales como el ébano, palo santo, palo rosa, roble y nogal.
Tras levantar su empresa-taller en la capital Zaragozana, abrió sucursales en Madrid y Sevilla y su producción amuebló espacios como el casino mercantil de Zaragoza, embajadas de España y partidas para la casa real española, o sedes del banco de Vizcaya.
Simón Loscertales Bona falleció en 1971, a los 81 años de edad. El taller de Loscertales cerró al inicio de la década de 1980. Su producción es bien apreciada por anticuarios norteamericanos, europeos y sudamericanos, o casas de subastas como Christie´s  y Sotheby's.